# Ranunculus jacquemontii
Ranunculus jacquemontii är en ranunkelväxtart som beskrevs av H. Riedl. Ranunculus jacquemontii ingår i släktet ranunkler, och familjen ranunkelväxter. Inga underarter finns listade i Catalogue of Life.